# Psyché (Lully)
Pour les articles homonymes, voir Psyché.
Psyché est la sixième tragédie lyrique de Jean-Baptiste Lully, représentée pour la première fois le 19 avril 1678 à l'Académie royale de musique, à Paris.
Elle réincorpore les intermèdes que Lully avait composés pour la tragédie-ballet du même titre, de 1671, de Molière, Pierre Corneille et Quinault. Le livret, qui lie ces intermèdes tout en représentant une intrigue totalement différente, est de Thomas Corneille.

## Création
Selon le Mercure galant, l'ensemble du livret et de la partition de Psyché fut composé en trois semaines. Bien qu'il soit impossible de vérifier cette affirmation, il est tout à fait probable et crédible que Lully a dû composer l'opéra à la hâte. En effet, Lully a choisi de réincorporer les intermèdes qu'il avait composés pour la Psyché de Molière de 1671, ce qui lui fournissait déjà plus de la moitié de la musique et des vers de son nouvel opéra. Vu le succès spectaculaire de ces intermèdes lors des représentations de la tragédie-ballet de Molière, Lully a dû sentir que, s'il avait peu de temps pour composer un opéra, il pouvait pour le moins attirer le public avec la promesse de remettre en scène la célèbre plainte italienne ou le grand ballet final ; le tout avec le concours des meilleurs musiciens et danseurs du royaume. Il fallait seulement un livret qui pourrait lier les intermèdes de manière cohérente, en vers mixtes et d'une longueur correspondant à un tiers de la pièce de Molière (soit 600 vers, à peu près). Malheureusement, Philippe Quinault, le librettiste habituel de Lully, était tombé en disgrâce auprès du roi ; ceci à la suite des parallèles que la cabale montée contre lui s'était plu à voir entre l'intrigue d’Isis (son dernier opéra), et les intrigues de la Cour. La tâche revint donc à Thomas Corneille, probablement sur recommandation de la même cabale qui s'était efforcée de disgracier Quinault. Le texte de Corneille, par choix ou par nécessité, ne fut pas une version abrégée de la pièce de Molière, mais une pièce tout à fait différente destinée à un tout autre genre.
Dès le XVIIIe siècle, on parle de la collaboration du neveu de Corneille, Fontenelle, à la composition du livret de Psyché. Il est impossible de savoir s'il y a véritablement collaboré et, si oui, dans quelle mesure. Les éditions de Psyché, comme c'était la convention à l'époque, ne donnent pas le nom du librettiste. Dans le Mercure galant et toutes les anecdotes parlant de l'opéra de Psyché, on désigne Thomas Corneille comme l'auteur du livret. Cependant, Fontenelle a placé ce livret dans ses propres Œuvres sans la moindre mention de la participation de son oncle. Inversement, aucun des trois livrets d'opéra de Thomas Corneille (Psyché, Bellérophon et Médée) ne paraît dans les éditions de son Théâtre. Il est impossible de savoir si Fontenelle a participé à la création de Psyché, mais au vu de toutes les relations de celle-ci (voir plus bas) il paraît peu probable qu'il puisse être le seul auteur du texte.

## Argument

### Prologue
Flore, Vertumne, Palémon et les divinités de la terre et des eaux chantent pour célébrer les plaisirs de la paix et demandent à Vénus de descendre sur Terre. Mais celle-ci est en colère contre Psyché, qui a détourné les mortels de ses autels. Au lieu de couronner les fêtes, Vénus charge l'Amour, son fils, de la venger.

### Acte I
Les sœurs de Psyché, Aglaure et Cydippe, anticipent l’heure du sacrifice où Psyché fera des offrandes à Vénus pour apaiser sa colère et mettre fin aux assauts du serpent qui ravage le royaume. Mais Lychas leur annonce qu’au lieu d’offrir un sacrifice à Vénus, Psyché sera elle-même la victime et qu’elle seule l’ignore. Aux pleurs de ces trois personnages, s’ajoute la « plainte italienne ». Suivant cette plainte, Psyché arrive et accueille avec perplexité la tristesse des autres. Ces derniers ne l’éclairent pas, mais fuient devant l’arrivée du roi. Le roi annonce à Psyché son sort. Elle se précipite sans hésitation sur l’autel, malgré les protestations de son père, et est enlevée par les zéphyrs.

### Acte II
Vulcain presse sa bande de Cyclopes d’achever le palais que l'Amour fait construire pour Psyché. Zephire s’interroge sur les progrès de Vulcain et lui conseille de concentrer son énergie dans le service de l'Amour, et non contre sa femme, dont il est ravi de servir la rivale. Au départ de Zephire, Vénus arrive et exprime son étonnement de voir son mari travailler contre elle. Il répond qu’il travaille pour son fils, et que, même si c’est une trahison, elle est petite comparée aux infidélités de Vénus. Celle-ci se retire en méditant sur la manière de punir son fils. Psyché se réveille et voit le superbe palais. L’amour et une troupe de Nymphes et de Zéphyrs annoncent à Psyché que c’est un crime pour une fille aimable de ne pas aimer. Psyché demande qui ils veulent qu’elle aime. Ils l’informent qu’elle est aimée d’un dieu. Elle répond qu’elle veut le voir. L'Amour se montre donc à Psyché sous une forme mortelle. Ils se déclarent leur amour, et l’Amour annonce avec regret que le voir, c’est le perdre. Suit un divertissement où les nymphes chantent les appas de l’amour et de la jeunesse.

### Acte III
L'acte s'ouvre sur Vénus, qui admire avec jalousie le palais de Psyché et jure de se venger. Psyché entre sans voir Vénus et se plaint d’ignorer l'identité de son amant. Vénus, déguisée en nymphe, donne à Psyché un moyen de découvrir cette identité. À l'aide d'une lampe donnée par Vénus, Psyché voit son amant, et exprime sa joie à être aimée de l'Amour même. Mais la lampe brille trop fort et réveille l'Amour. Il fuit, et le palais disparaît avec lui, laissant un désert affreux. Psyché se lamente sur sa funeste curiosité. Vénus se révèle à Psyché, et vient la persécuter dans sa disgrâce. Elle dit que la seule manière de fléchir sa haine est de lui ramener des Enfers la boîte dans laquelle Proserpine garde ses attraits. Psyché, désespérée, se précipite dans un fleuve, mais le dieu du fleuve l’empêche de se noyer, la console, et la conduit aux Enfers.

### Acte IV
Le quatrième acte se déroule aux Enfers. Les trois Furies y viennent épouvanter Psyché, mais sont finalement domptées par sa constance et sa résolution. Les deux Nymphes de l’Acheron confient à Psyché la boîte de Proserpine, et la reconduisent aux jardins de Vénus, où se déroule le cinquième acte.

### Acte V
Psyché commence à reprendre espoir, mais craint que ses malheurs aient diminué ses attraits. Elle ouvre donc la boîte de Proserpine, et s’évanouit à cause des vapeurs qui en sortent. Vénus se réjouit de son triomphe, et rappelle Psyché au jour pour s'en vanter devant elle. Mercure descend, et informe Vénus que le destin de Psyché est entre ses mains, mais que l’Amour s'est aigri face au comportement de sa mère, et qu’il a rempli le monde de guerre et de haine. Il la supplie d'épargner Psyché pour restaurer la paix sur Terre. Vénus proteste qu'il serait folie de promettre une mortelle à un dieu, alors Jupiter descend sur terre et rend Psyché immortelle. Le courroux de Vénus est fléchi, et Psyché et l'Amour sont réunis au ciel. Pour célébrer cette fin, Apollon, Bacchus, Mars et Mome font un grand divertissement, identique à celui de la Psyché de Molière, pour honorer la puissance de l'Amour.

## Succès de l'opéra
Les relations du succès de Psyché varient énormément. Le Mercure galant déclare élogieusement que "les vers n'ont rien qui donne lieu de s'apercevoir de {la} précipitation de travail et la beauté de la symphonie et les airs qui entrent dans cet ouvrage fait connoître plus que jamais que M. de Lully ne peut rien produire que de parfait."  En revanche, les frères Parfaict dans leur Histoire de l'académie royale de musique disent qu'"on ne doit pas s'en étonner [du peu de succès de Psyché] (cet opera est froid et ne peut guère être meilleur), le fond n'en est pas heureux et Vénus qui fait la diablesse achève de gâter le peu de galanterie qui règne dans ce Poême". Quand on considère que Thomas Corneille était un des éditeurs du Mercure galant et que le numéro dont notre citation est tirée l'honore quelques mois après sa mort, on comprend qu'il faut modérer ces éloges. Cependant, quand on sait avec quel mépris les frères Parfaict voyaient les auteurs dramatiques du XVIIe siècle à l'exception de Pierre Corneille, Jean Racine, Molière et, surtout, Philippe Quinault, on ne saurait pas non plus se fier à l'impartialité de leur jugement. Sachant qu'au XVIIIe siècle, on estimait Quinault comme le plus grand de tous les librettistes et que Corneille a en quelque sorte usurpé sa place en écrivant Psyché, on comprend que les critiques du XVIIIe siècle étaient presque obligés de ne pas apprécier son opéra.
L'attitude des frères Parfaict est néanmoins celle qui a perduré jusqu'à nos jours. La plupart des musicologues modernes traitent Psyché de manière superficielle, ce qu'ils ne font pas pour les autres opéras de Lully. Robert Fajon, dans son livre L'Opéra à Paris du Roi Soleil à Louis le Bien-Aimé va même jusqu'à accuser Thomas Corneille d'être responsable du seul échec lyrique de Lully. Mais concrètement on ne peut pas parler d'échec. Le succès des opéras de Lully consacra son style comme norme, ce qui se transforma en obstacle à l'innovation pour les compositeurs du XVIIIe siècle, constamment ramenés par le public à leur prédécesseur. Faute de recettes, nous devons essayer d'établir le succès de notre opéra sur d'autres critères. S'il est vrai qu'il ne bénéficia pas d'une création à la cour, il fut néanmoins repris deux fois, en 1703 et en 1713. Si cela est peu de chose à côté des 10 reprises (jusqu'en 1744) de Thésée, ce n'est pas non plus un four. Contentons-nous de dire que Psyché était le plus modeste succès de Lully, mais quand même un succès.

## Sources

### Éditions anciennes
- Psyché / Tragédie, Paris, René Baudry, 1678 (le livret distribué aux spectateurs).
- Psyché / Tragédie / ...Partition Générale, Paris, J.-B.-Christophe Ballard, 1720 (première partition imprimée).
- Un manuscrit, transcrit par Philidor, est également disponible sur Gallica (chercher le lien pour le "fonds Philidor")

### Psyché dans des anthologies
- Recueil général des opera représentez par l'Académie royale de musique depuis son établissement, Paris, Christophe Ballard, 1703-1745.
- Bernard Le Bouyer de Fontenelle, Œuvres Complètes, éd. Alain Niderst, Paris, Fayard, 1989-2001, 9 vol.

### Éditions critiques
- Thomas Corneille, Psyché : Tragédie, éd. Luke Arnason, Paris, Université Paris-Sorbonne, 2005 (mémoire de maîtrise sous la direction de Georges Forestier), disponible en ligne.

### Histoire et critique
- Robert Fajon, L'Opéra à Paris du Roi Soleil à Louis le Bien-Aimé, Genève, Slatkine, 1984.
- Jérôme de La Gorce, Jean-Baptiste Lully, Paris, Fayard, 2002.